# Ribeira de São Tomé
A Ribeira de São Tomé é um curso de água português localizado na freguesia da Santo Antão, concelho da Calheta, ilha de São Jorge, arquipélago dos Açores.
Este curso de água tem origem a uma cota de altitude de cerca de 800 metros nos contrafortes montanhosos do Complexo Vulcânico do Topo, designadamente no Pico das Pedras Brancas e no Pico da Fontinha. Procede à drenagem de uma bacia hidrográfica que engloba os contrafortes destas elevações e também parte da localidade das Tronqueiras, de São Tomé e do Fundão.
Desagua no Oceano Atlântico precepitando-se do cimo de uma falésia que ronda os 200 metros de altura junto à Ponta dos Monteiros.